# Михневич, Александр Петрович
Александр Петрович Михневич (псевдоним — А. Тамбовский; 1853—1912) — русский военный педагог и писатель, генерал-лейтенант русской императорской армии.

## Биография
Родился в Тамбове 30 августа (11 сентября) 1853 года.
Учился во 2-й Московской классической гимназии, затем — в Институте инженеров путей сообщения, с 3-го курса которого перешёл в Императорский Санкт-Петербургский университет, окончив естественное отделение его физико-математического факультета со степенью кандидата (занимался в лаборатории Д. И. Менделеева).
Поступил вольноопределяющимся в [[Лейб-гвардии Семёновский полк]; в 1878 году был произведён в прапорщики.
В 1879 году занял должность воспитателя 3-й Санкт-Петербургской военной гимназии, затем последовательно занимал должности помощника инспектора классов в Александровском кадетском корпусе, столоначальника учебного отделения Главного управления военно-учебных заведений.
В 1893—1900 годах был преподавателем географии и естественных наук в 1-в кадетском корпусе и химии в Константиновском военном училище.
После 1900 года — инспектор классов Александровского кадетского корпуса, с 1906 года — генерал для особых поручений при Главном управлении военно-учебных заведений.
В 1910 году был зачислен в запас с производством в генерал-лейтенанты.
В 1911 году с Высочайшего соизволения он был назначен постоянным членом педагогического комитета Главного управления военно-учебных заведений, затем состоял по военному министерству.
С 1877 года до конца жизни Михневич работал в различных журналах и изданиях: «Педагогический сборник», «Новости», «Север», «Разведчик», «Русский инвалид» и «Военная энциклопедия».
Умер 28 мая (10 июня) 1912 года

### Проза и драматургия
- Восшествие на престол М. Ф. Романова (драматическая хроника (1611—1613) в 3 действиях с эпилогом в стихах). — СПб., 1889.
- На освящение храма в Александровском кадетском корпусе. — СПб., 1889.
- Бездна мысли, поэтический ежедневник. — СПб., 1891.
- Архангельский мужик (зрелище в 3-х действиях из жизни M. В. Ломоносова, 1730—64). — СПб.: Изд. М. М. Ледерле и Ко., 1892;
- Сто лет назад, великий день Бородина. — СПб.: Изд. И. С. Симонова, 1912 — 47 с.
- Алексий человек Божий. — СПб.: Товарищество Скоропечатни А. А. Левенсон, 1914.
- Основание Петербурга (историческая хроника в 2-х частях, с эпилогом). — СПб.: Товарищество Скоропечатни А. А. Левенсон, 1914 — 123 с.
- Жизнь и смерть А. С. Пушкина (1799—1837). Биографическая трилогия. — М.: скоропечатня А. А. Левинсона, 1915. — 425 с.

### Поэзия
Печатался под псевдонимом А. Тамбовский
- Безграничное море любви», сборник стихотворений. — СПб.: изд. Г. В. Енисейского: Тип. Эдуарда Гоппе, 1890.
- Проклятие любви», сборник стихотворений. — СПб.: изд. Г. В. Енисейского: Тип. и фототип. Имп. Акад. худож. фототипа В. Штейна, 1893.
- Триумф любви», сборник стихотворений. — СПб.: изд. Г. В. Енисейского: Тип. М. Стасюлевича, 1895.
- «Анакреон», первое полное собрание его сочинений в переводах русских писателей. — СПб., 1896.

### Переводы
- О трагедии: из L’art poétique Буало / перевел А. П. Михневич. — СПб.: Тип. т-ва «Общественная польза», 1885.